# FAMAE SAF衝鋒槍
FAMAE SAF是一款由智利國營輕武器工廠（西班牙語：Fábricas y Maestranzas del Ejército）自1993年開始研製及生產的冲锋枪，能發射9×19毫米和.40 S&W這兩種手枪子彈。

## 設計細節
FAMAE SAF是一枝反沖作用操作，並且以閉鎖式槍機擊發的擊發調變式衝鋒槍。該槍的原型是瑞士前西格公司SG 540突击步枪系列，而智利國營輕武器工廠FAMAE在1980年代獲得前西格公司的特許生產權。
該衝鋒槍一般而言就是採用SG 540的機匣重新設計出來的縮短版，但步槍原有的轉拴式槍栓已經被一個簡單的反沖作用槍機所取代。SAF亦裝有空槍掛機，在最後一發子彈已經發射之後，由保持槍機開放的勾子與後退的槍機嚙合並且保持開放狀態。相對的，機匣、槍托、前護木、扳機／擊錘組件和浮動式擊針的設計都是來自SG 540。
上下機匣以及扳機護環是鋼製，而手槍握把和護木則都是由聚合物製成。兩手可靈活操作的保險／快慢機桿，以及可與SIG SG 552／SG 553的護木互換性，是最新版本之中的功能。舊式版本之中所使用的是其專屬的護木。
9毫米口徑的彈匣是以透明塑料所製成，從而容許可視地確定可用的剩餘彈數。其彈匣壁兩側附有彈匣聯接卡筍，其右側配有凸耳而左側配有相應的凹槽位，可讓2個或3個彈匣不需附加其它裝置就可以很方便地並聯在一起以加快更換彈匣速度。而.40 S&W口徑的彈匣是由钢製成，並且具有30發子彈的容量。選擇器具有四個設置：保險、半自動、三發點放和全自動。有些型號則被製作為只有半自動的配置。

## 衍生型
SAF系列生產了四個版本：具有固定式聚合物槍托的標準型號、具有一個可向左側折疊的管狀金屬槍托的標準型號、具有整體式消聲器及折疊式槍托的型號（SAF-SD），和迷你SAF。
迷你SAF非常緊湊，類似於MP5K的設計，長度只有304.8毫米（12英寸）的它實際上是一枝個人防衛武器。它具有一根114.3毫米（4.5英寸）短槍管，不安裝槍托，一般以尾部裝上槍背帶取代（雖然模塊式設計使其仍可裝上標準型SAF的固定式聚合物槍托和左側折疊式管狀金屬槍托），和一個垂直前握把。迷你SAF可以使用標準的30發彈匣，但亦具有特殊的20發短彈匣，以縮小攜帶尺寸，便於隱藏。所有版本都具有可調節海拔的柱狀準星，和可調節風偏的覘孔式照門。
其新型版本，SAF-200二百週年紀念版，正由FAMAE和智利陸軍進行測試。它包括一個全新的可伸縮和折疊式槍托，一個新型的護木，護木底部具有直角前握把，並提供安裝光学瞄准镜和橫向附件的MIL-STD-1913戰術導軌。戰術導軌在其他SAF型號上是可選購加裝配備，但在SAF-200上則是標準配備。

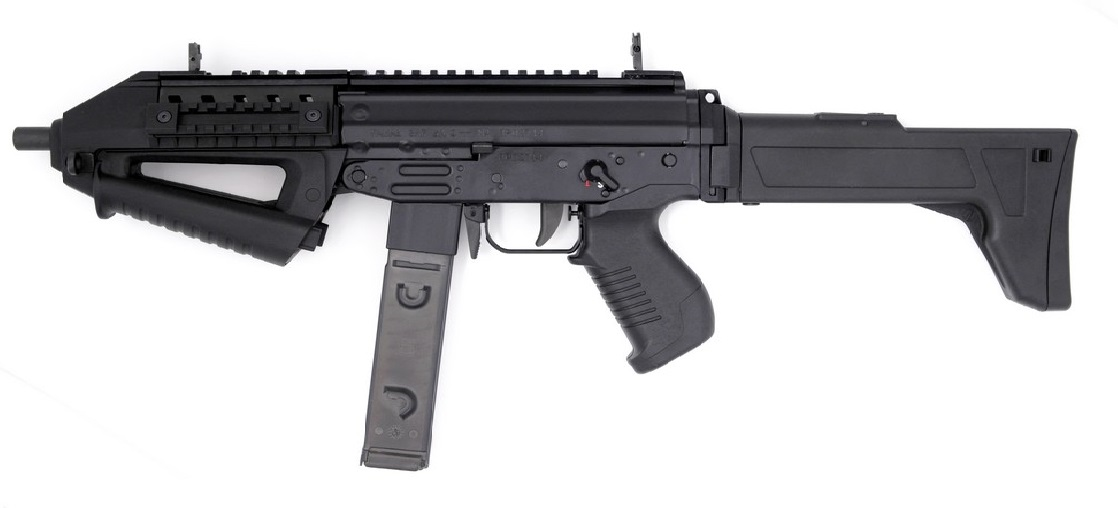
SAF-200二百週年紀念版

## 採用

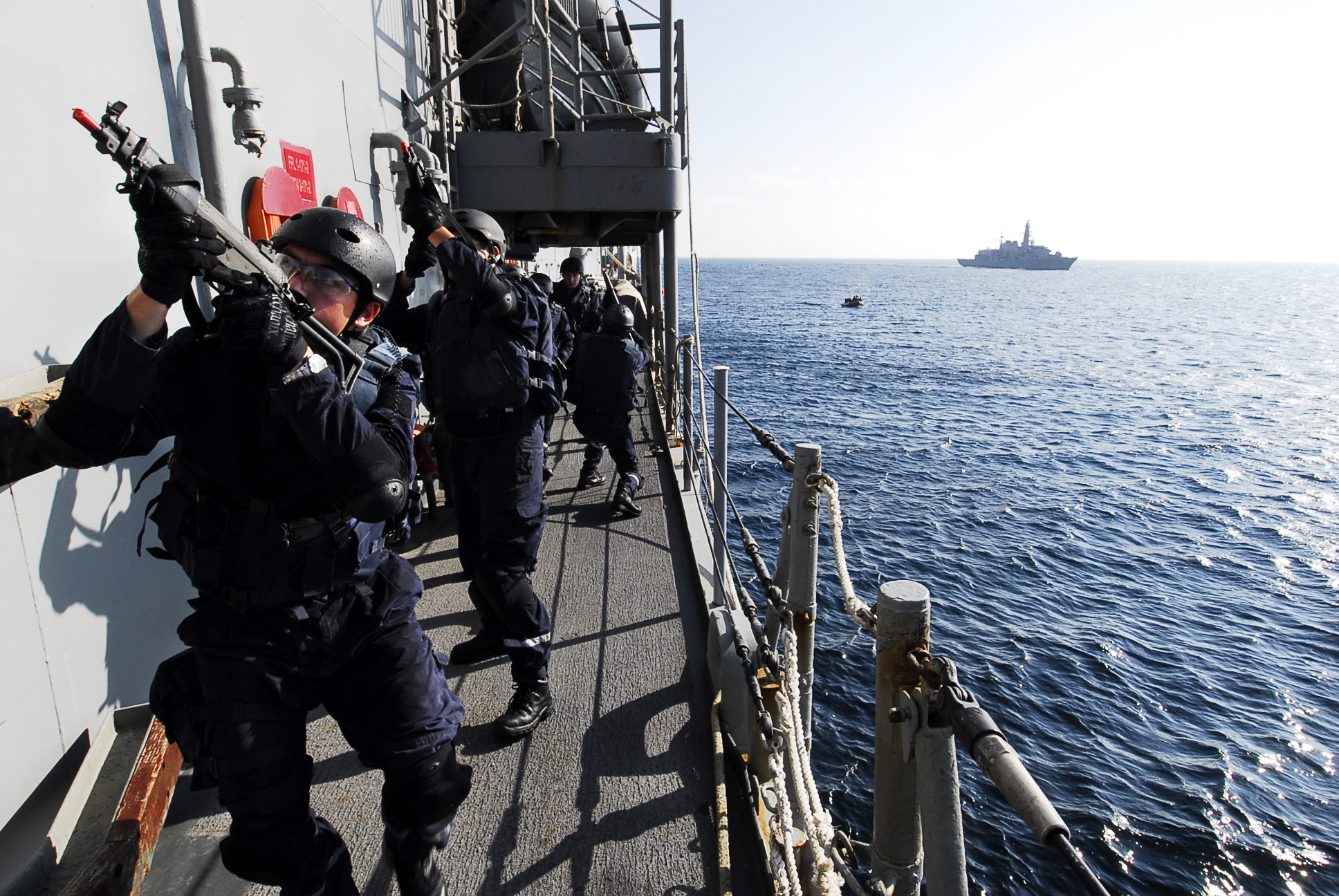
智利海軍特種部隊裝備的FAMAE SAF

FAMAE SAF目前是在智利武裝部隊和警察服役和出口；葡萄牙共和國國民警衛隊（Guarda Nacional Republicana，GNR）裝備了4,500枝各型號的該武器，以取代舊式衝鋒槍和部分G3戰鬥步槍在公眾秩序上的維護工作。

## 使用國
- 阿根廷
  - 阿根廷聯邦警察
- 巴西：在當地由金牛座軍事工業公司特許生產，命名為金牛座MT9和金牛座MT40。
  - 聯邦公路警察
  - 聖保羅州軍警
- 智利
  - 智利武裝部隊[2][3]
  - 警察單位
- - 多明尼加國家警察
  - 多明尼加軍隊
- 巴拿马
  - 猛虎特警隊
- 葡萄牙
  - 葡萄牙共和國國民警衛隊
  - 監獄守衛

## 流行文化

### 电子游戏
- 2006年—：型號為折疊槍托標準型，命名為「SAF SMG」，由关卡“葡萄好酒等日子”中莊園守衛所使用，奇怪地使用25發彈匣供彈。
- 2010年—《正當防衛2》：型號為標準型，命名為「衝鋒槍」，拆卸槍托，可雙持。
- 2012年—：型號為金牛座MT40，命名為「SAF .40」，裝上了個人防衛武器型折疊式槍托，有金色版本。
- 2020年—《少女前線》
- 2024年—《決勝時刻：黑色行動6》：命名為“Kompakt 92”。

## 資料來源
1. ↑  .   [2014-01-27]. （原始内容存档于2011-12-27）.
2. ↑  Miller, David (2001). The Illustrated Directory of 20th Century Guns. Salamander Books Ltd. ISBN 1-84065-245-4.
3. ↑  Jones, Richard. . Jane's Information Group. 2009: 893. ISBN 0-7106-2869-2.

## 外部連結
- （英文）—FAMAE（页面存档备份，存于）
- （英文）—Modern Firearms—FAMAE S.A.F.（页面存档备份，存于）
- （英文）—The Firearm Blog.com—
  - FAMAE SAF (SIG SG540 Chambered in 9mm)（页面存档备份，存于）
  - FAMAE SAF Being Exported To Canda（页面存档备份，存于）
  - FAMAE Family of Firearms: From the SAF Mini to the SG 542（页面存档备份，存于）
  - FAMAE USA Imports（页面存档备份，存于）
- （英文）—Military, Security and Civilian Guns—FAMAE SAF（页面存档备份，存于）
- （俄文）—Энциклопедия Вооружений－FAMAE SAF 9（页面存档备份，存于）
- （简体中文）—D Boy Gun World（槍炮世界）—FAMAE S.A.F.冲锋枪（页面存档备份，存于）